# ルネ・モアノ

René Moineau （1948年）

ルネ・モアノ（René Joseph Louis Moineau、1887年8月11日 - 1948年10月5日）は、フランスの初期の航空エンジニア、パイロットである。発明家としては、現在も粘度の高いスラリーなどを送るのに使われる「一軸偏心ねじポンプ」の発明者である。
リジューに生まれた。 l’Institut d’Electrotechnique et de Mécaniqueで工学を学び、1906年に学位を得た。1909年には自らの複葉のグライダーや気球などを行った。1911年にブレリオの会社に入り、エンジニアとして働き、その年のうちに飛行免許を得て、設計者、テストパイロットとして働いた。
第一次世界大戦が始まると空軍に参加し、偵察任務に従事する一方で、軍の命令でサルムソンのために複座の長距離偵察機、サルムソン＝モアノ S.M.1などを設計した。S.M.1は胴体内に収納したエンジンから左右のプロペラをドライブシャフトで駆動をする構成で100機ほどが生産されたが、運用部隊では不評であった。
戦後は航空機の分野や、流体工学、ポンプ、圧縮機の分野の機器を開発し、多くの特許を取得した。1924年に回転翼の航空機を開発する会社、Avions René Moineauを設立したが成果が上げられなかった。

モーノポンプ

モアノの発明で最も知られている一軸偏心ねじポンプは、長円形の断面のらせん状に穴の作られたパイプのなかに偏芯した、らせん状に屈曲した円断面のローターが回転し、流体を軸方向に移送する回転容積式ポンプで、簡単な構造で、固形物などが含まれる粘度の高い液体の移送に対して使われる。